# Bataan (Schiff, 1943)
Die USS Bataan (CVL-29) war ein US-amerikanischer leichter Flugzeugträger. Es war das achte Schiff der Independence-Klasse, die durch Umbauten von vorhandenen Kreuzerrümpfen der Cleveland-Klasse entstand. Das Schiff versah seinen Dienst auf dem pazifischen Kriegsschauplatz des Zweiten Weltkrieges von 1944 bis 1945 und im Koreakrieg von 1950 bis 1953.

## Technik
Die USS Bataan war circa 190 Meter lang und über 33 Meter breit und hatte mit einer Einsatzverdrängung von 13.000 ts einen Tiefgang von knapp acht Meter. Ihr Schiffsrumpf basierte auf dem der Cleveland-Klasse-Kreuzer und musste aufgrund der massiveren Aufbauten verbreitert werden, wodurch man hoffte, die Topplastigkeit erheblich zu vermindern. Trotz aller konstruktiven Maßnahmen konnte diese nie völlig kompensiert werden.
Obwohl sie als Independence-Klasse-Träger nur ein wenig größer als die Geleitflugzeugträger war, unterschied sie sich von diesen hauptsächlich durch ihren starken Antrieb. Die von den Kreuzern übernommene 100.000 PS starke Maschinenanlage trieb vier Propeller an und brachte das Schiff auf eine Höchstgeschwindigkeit von 31,6 Knoten. Daher glich ihr Einsatzspektrum dem der großen Flottenflugzeugträger. Das zur damaligen Zeit übliche rechteckförmige Flugdeck war circa 174 Meter lang und 22,3 Meter breit, hatte zwei Decksaufzüge und ein Katapult. Die Insel musste aus Stabilitätsgründen klein gehalten werden, weshalb auf einen einzelnen, integrierten Schornstein verzichtet und stattdessen vier kleinere separat angebracht wurden. So beherbergte dieser Aufbau lediglich die Kommandobrücke, während sich die Operationszentrale unterhalb des Flugdecks befand. Das Bordgeschwader bestand während ihrer aktiven Dienstzeit im Zweiten Weltkrieg hauptsächlich aus zwei Dutzend F6F Hellcat-Jagdflugzeugen und aus neun Torpedobombern vom Typ Grumman Avenger. Im Koreakrieg wurden vorwiegend Maschinen vom Typ Chance Vought F4U auf dem Schiff stationiert.
Im Laufe des Krieges wurden die Langwellen-Radare SK und SC-2 sowie das SG-Mikrowellen-Radar auf dem Schiff installiert. Montiert auf der Insel und auf einem zusätzlichen Mast zwischen zwei der Schornsteine, ermöglichten diese Geräte Frühwarnungen auf bis zu 180 km Entfernung. Die Defensivbewaffnung der Bataan bestand aus 40-mm-L/60- und 20-mm-L/70-Flugabwehrgeschützen, deren Anzahl während des Krieges ständig variierte. Im Jahr 1944 wurden die an Rumpf und Heck installierte 40-mm-Vierlingsflak mit der Feuerleitanlage Mk 51 nachgerüstet, die anfliegende Flugzeuge bis auf über 3,5 km Entfernung anvisieren und somit effektiver bekämpfen konnte.

## Dienstzeit

### Bau und Indienststellung
Ursprünglich wurde das Schiff als Leichter Kreuzer USS Buffalo (CL-99), am 31. August 1942 bei der New York Shipbuilding Co. in Camden, US-Bundesstaat New Jersey, auf Kiel gelegt. Nach dem japanischen Überfall auf Pearl Harbor und dem dadurch folgenden Eintritt der Vereinigten Staaten in den Zweiten Weltkrieg bestand ein Mangel an Flugzeugträgern in der US-Marine. Daher wurde ein schon vor dem Krieg ausgearbeiteter Plan in die Tat umgesetzt, nach dem vorhandene Kreuzerrümpfe zu Flugzeugträgern umgebaut werden sollten. Am 1. August 1943 wurde das Schiff USS Bataan (Registrierungsnummer CVL-29) getauft und vom Stapel gelassen werden. Am 17. November 1943 wurde die USS Bataan als achter Träger der Independence-Klasse in den aktiven Dienst gestellt.

Bildergalerie
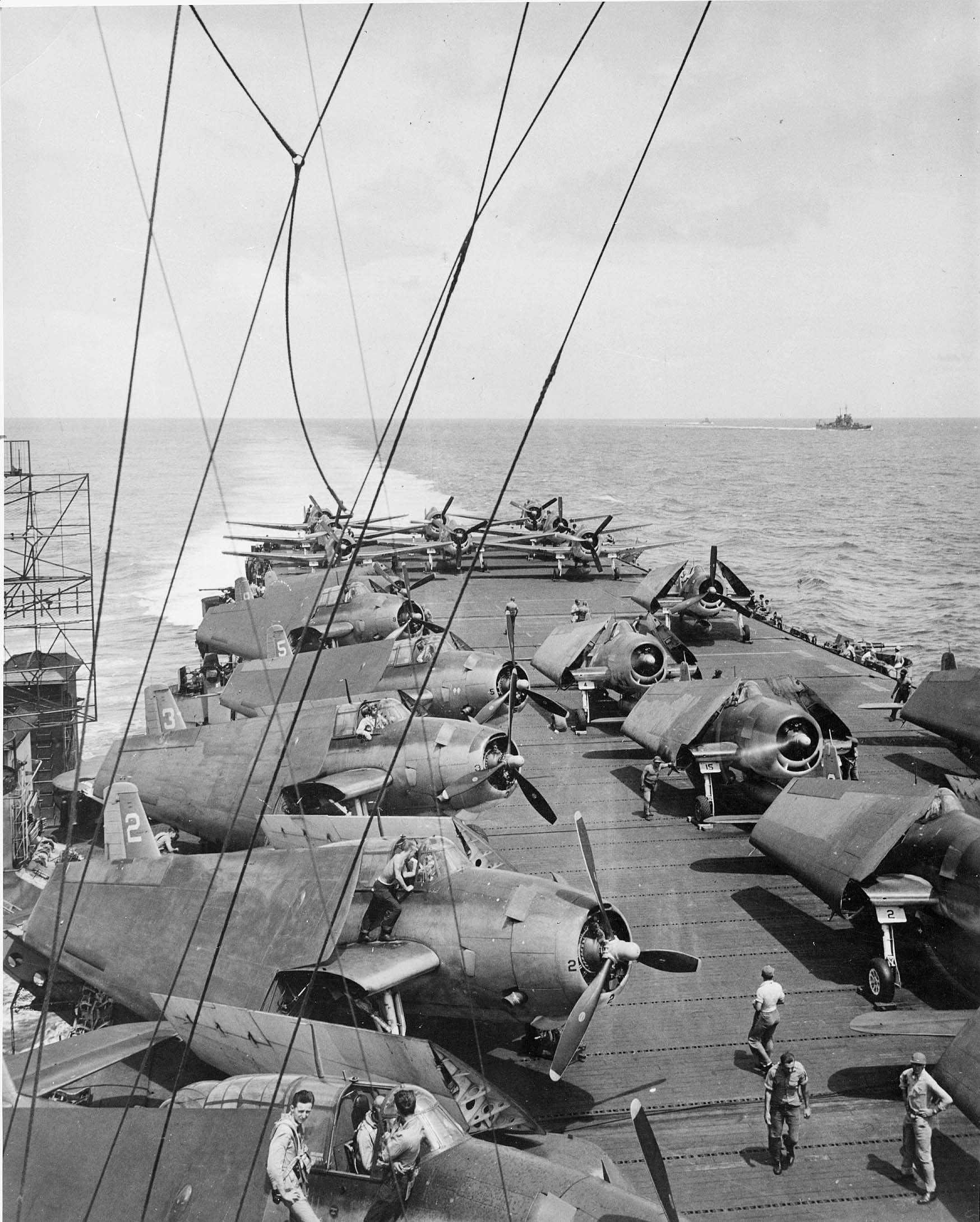
Flugdeck der USS Bataan 1944
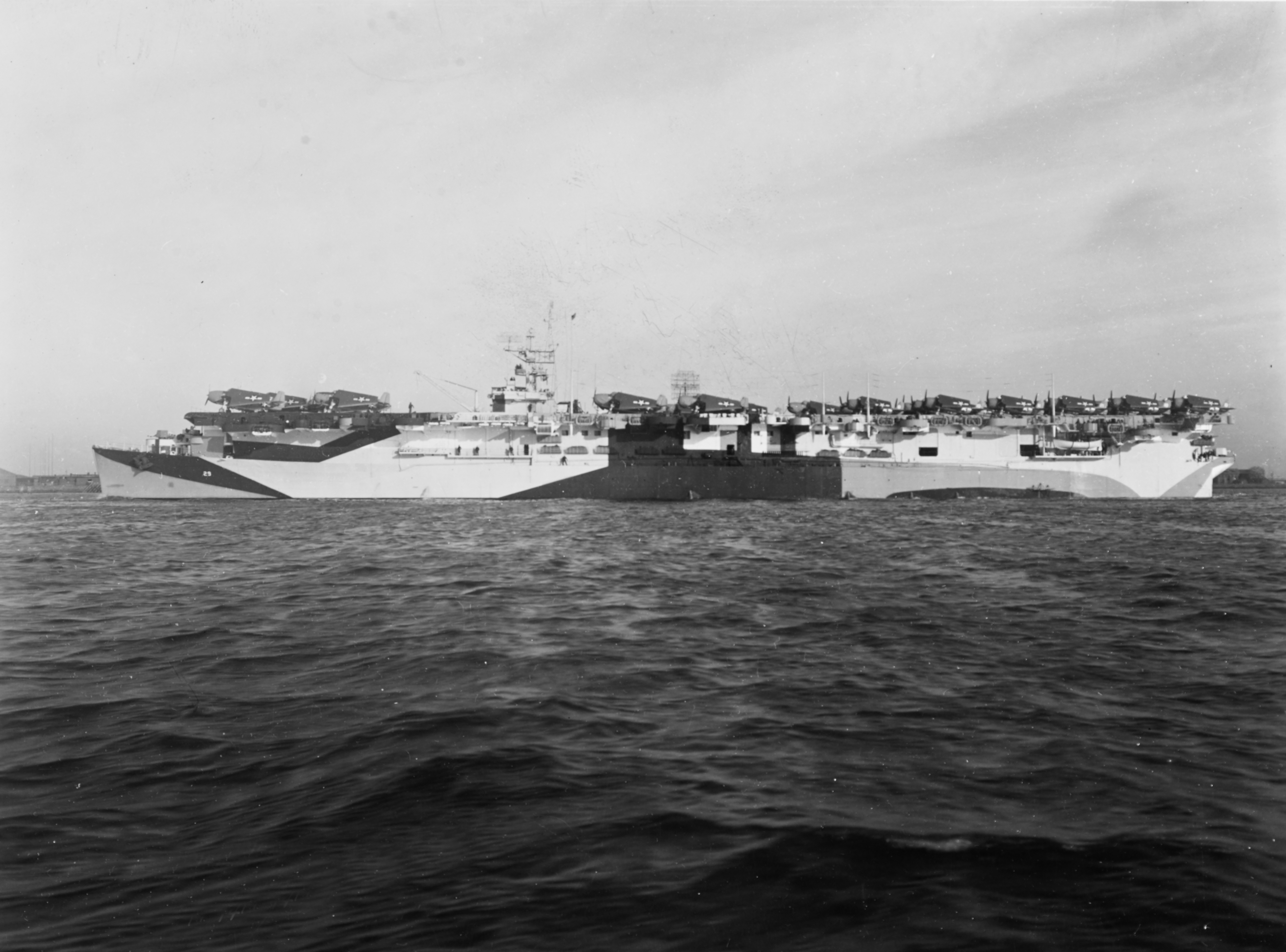
USS Bataan 1944
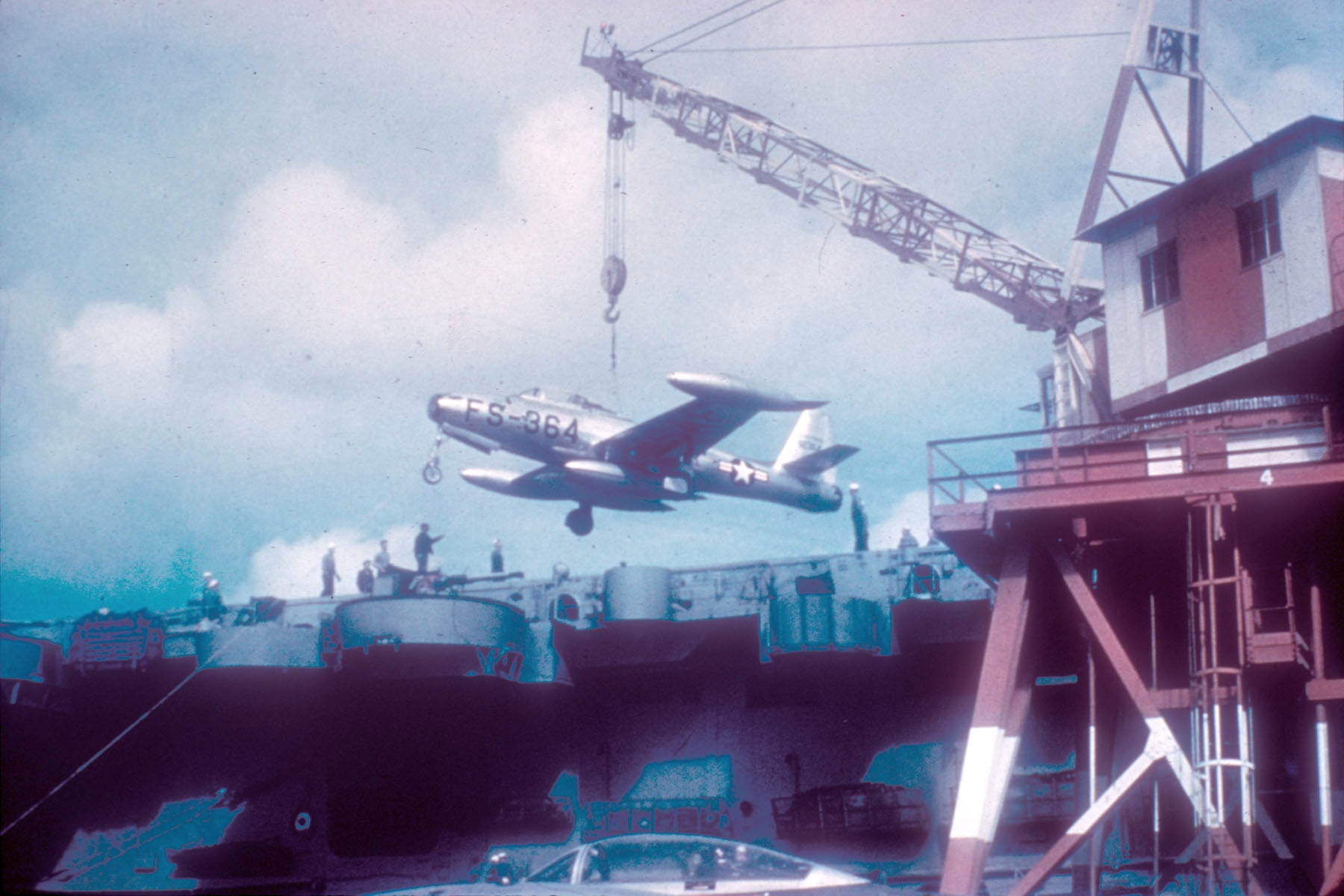
USS Bataan 1950 beim Anbordheben einer Republic F-84

### Einsatz

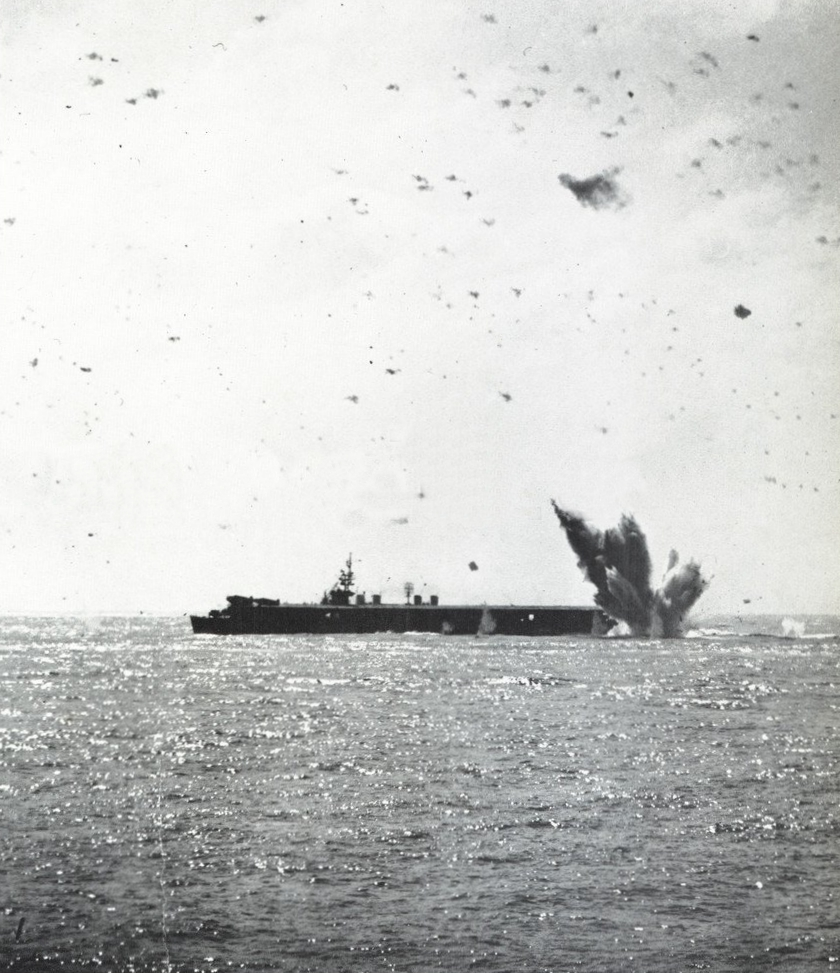
USS Bataan bei einem Angriff japanischer Flugzeuge im März 1945

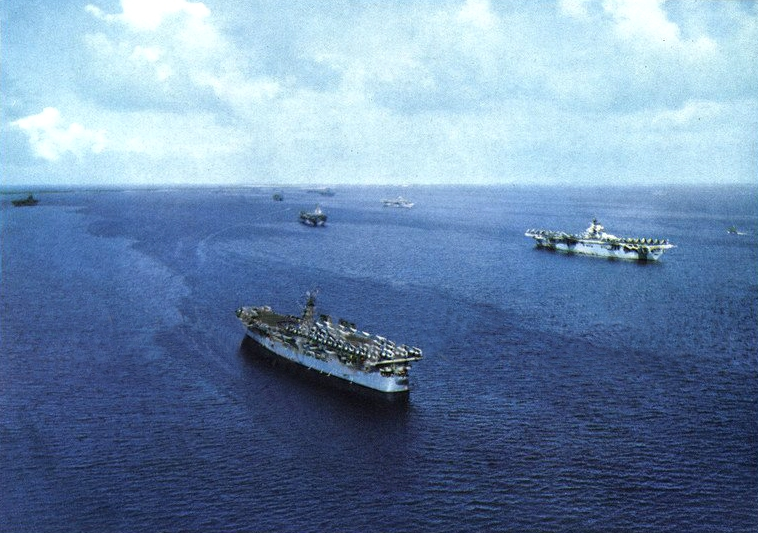
USS Bataan 1944

Die USS Bataan wurde der Fast Carrier Task Force zugeteilt. Am 13. April 1944 nahmen Flugzeuge des Trägers an sechs Luftangriffen auf japanische Truppen in Hollandia in Niederländisch-Neuguinea teil. Jäger des Trägers gaben an, bei Combat Air Patrols zwei japanische Flugzeuge abgeschossen zu haben. Am 29. April flogen Trägerflugzeuge Angriffe aufs Truk Atoll. Im Juni war das Schiff bei der Schlacht um die Marianen-Inseln im Einsatz. Am 15. und 16. Juni folgten Angriffe auf die Ogasawara-Inseln. Vom 19. Juni bis 22. Juni war der Träger an der Schlacht in der Philippinensee beteiligt. Sie fand bei den Marianeninseln statt und war die größte Trägerschlacht der Geschichte. Noch am 22. Juni wurden Angriffe auf die Insel Pagan geflogen. Im März 1945 war die Bataan zur Unterstützung bei der Schlacht um Okinawa im Einsatz. Am 7. April 1945 reklamierten Piloten von Grumman TBF Torpedobombern des Trägers, während der japanischen Operation Ten-gō mit vier Torpedos das Schlachtschiff Yamato getroffen zu haben. Des Weiteren sollen je ein Torpedo Treffer auf dem Leichter Kreuzer Yahagi und zwei Zerstörern erzielt worden sein. Im Fortgang der Kämpfe auf Okinawa wurden Angriffe auf Kyūshū und weitere Inseln des japanischen Festlands geflogen. Bei vier japanischen Luftangriffen auf das Schiff wurde ein Besatzungsmitglied getötet und 24 verwundet. Bei Kamikaze-Angriffen am 14. Mai wurden acht Männer getötet und 26 verwundet.
Ab dem 1. Juli bis zum Victory over Japan Day am 15. August 1945 war sie vor der Küste Japans im Einsatz. Am 10. Juli wurden Angriffe auf Flugplätze im Großraum Tokio geflogen. Am 14. und 15. Juli erfolgten Angriffe auf Honshu und Hokkaido. Am 18. Juli 1945 wurde das Schlachtschiff Nagato, gemeinsam mit Trägerflugzeugen anderer US-Träger, angegriffen und durch Bombentreffer schwer beschädigt. Am 24. Juli waren die Flugzeuge des Trägers beim Angriff auf die japanische Marine in Kure dabei. Bei den Angriffen wurden das Schlachtschiff Hyūga und 15 kleinere Schiffe versenkt. Danach erzwang ein Taifun eine Angriffspause. Am 9. August wurde der Misawa Luft Basis und am 10. August die Großstadt Aomori angegriffen. Vom 13. bis 15. August wurden erneut Ziele im Großraum Tokio angegriffen.

### Nachkriegseinsatz
Am 6. September 1945 fuhr das Schiff mit 549 US-Soldaten von Japan via Pearl Harbor und Panamakanal nach New York City. Im Zuge der Operation Magic Carpet fuhr die Bataan am 21. November 1945 nach Neapel um 2.121 US-Soldaten aus Europa in die USA zu bringen. Am 29. November legte sie ab und erreichte am 8. Dezember Norfolk. Es folgte bis zum 23. Dezember der Rücktransport von 890 italienischen Kriegsgefangenen nach Neapel. Schon am 24. Dezember legte das Schiff mit 2.089 US-Soldaten wieder ab, um am 2. Januar 1946 Norfolk zu erreichen.

### Koreakrieg
Das Schiff war im Koreakrieg von 1950 bis 1953 im Einsatz. Die Chance Vought F4U Flugzeuge des Trägers flogen zusammen mit Trägerflugzeugen von US- und britischen Trägern vor allem Luftunterstützung für Bodentruppen mit Luft-Boden-Rakete und Bomben, darunter Napalm-Bomben. Einmal kam es zu einem Luftkampf mit nordkoreanischen Jägern.
Am 22. Dezember 1950 flogen Flugzeuge der Bataan, zusammen mit Maschinen der US-Träger Sicily und Badoeng Strait, in und um Hungnam Luftunterstützung für Bodentruppen. Ende Dezember wurden um Seoul feindliche Truppenkonzentrationen angegriffen. Im Januar 1951 wurde von der Westküste Koreas Luftunterstützung geleistet. Zwischen dem 16. und 26. Januar wurden von feindlichen Truppen drei Corsairs des Trägers durch Handfeuerwaffen abgeschossen. Zwei Piloten wurden dabei getötet. Im Februar und März war das Schiff bei Angriffen im Raum Namp’o aktiv. Zeitweise arbeitete die Trägerflugzeuge mit den Leichten Kreuzern Saint Paul und Belfast zusammen. Bei den Einsätzen wurden drei Corsairs von feindlicher Flak abgeschossen. Zwei der Piloten konnten mit Hubschraubern gerettet werden. Am 21. April griffen vier feindliche Jakowlew Jak-3 zwei Corsairs des Trägers an. Alle vier feindlichen Flugzeuge konnten abgeschossen werden. Am 3. Juni verlegte die Bataan in die USA.
Am 29. April 1952 waren Flugzeuge der USS Bataan erneut im Korea aktiv. An diesem Tag wurden 30 Angriffe auf Nachschublager, Straßen und Bahnstrecken geflogen. Am 22. Mai wurde eine Corsair durch Flak nördlich von Pyongyang abgeschossen. Zwei andere Corsair gaben bei der Bergung des Piloten mit einem Hubschrauber Feuerschutz. Am gleichen Tage schoss eine landende Corsair eine Luft-Boden-Rakete aufs Flugdeck ab. Drei Mitglieder der Flugdeckcrew wurden bei Explosion der Rakete verletzt. Im Juni und Juli war das Schiff weiter in Kämpfe verwickelt. Am 4. August fuhr es wieder in die USA. San Diego wurde via Pearl Harbor am 26. August erreicht.
Ab dem 15. Februar 1952 waren die Bataan und der britische Träger Glory im Kampfeinsatz vor der Küste Koreas. Es wurden Truppenkonzentration der chinesischen Volksbefreiungsarmee südlich von Namp’o und im Ongjin-Gebiet aus der Luft attackiert. Zwischen 7. März und 5. Mai wurden Angriffe auf Bodenziele geflogen. Am 10. Mai verlegte das Schiff zurück nach San Diego.

## Stilllegung und Verschrottung
Nach ihrer Rückkehr nach Pearl Harbor meldete sie sich am 26. August 1953 für eine Überholung vor der Inaktivierung. Nach der Fahrt in die Marinewerft von San Francisco wurde die Bataan am 9. April 1954 außer Dienst gestellt und der Pazifik-Reserveflotte in San Francisco zugeteilt. Obwohl sie am 15. Mai 1959 als Hilfsflugzeugtransporter reklassifiziert und in AVT-4 umbenannt wurde, strich die Marine ihren Namen am 1. September 1959 von der Marineliste. Am 19. Juni 1961 wurde sie zur Verschrottung an die Nicolai Joffe Corp. in Beverly Hills, Kalifornien, verkauft.

## Name und anderes Navy-Schiff gleichen Namens
Das Schiff wurde nach der Halbinsel Bataan in den Philippinen benannt. Während der Schlacht um die Philippinen war Bataan das letzte Gebiet, in dem US-Truppen von Dezember 1941 bis Januar 1942 Widerstand gegenüber japanischen Invasionstruppen leisteten. Seit 1988 ist das amphibisches Angriffsschiff Bataan der Wasp-Klasse in Dienst.

## Auszeichnungen
Das Schiff erhielt die Asiatic-Pacific Campaign Medal mit sechs Service Stars, auch Battle Stars genannt, und die Korean Service Medal mit sieben Service Stars.

## Weiterführende Informationen